# Empoli Football Club 2001-2002
Questa voce raccoglie le informazioni riguardanti l'Empoli Football Club nelle competizioni ufficiali della stagione 2001-2002.

## Stagione
Nella stagione 2001-2002 l'Empoli disputa il campionato di Serie B, raccoglie 67 punti che valgono il quarto posto in classifica e la promozione in Serie A. Dopo tre anni l'Empoli di Silvio Baldini torna meritatamente in Serie A, con merito perché nel corso del torneo ha messo in mostra il miglior attacco della serie cadetta con 60 reti segnate, e quattro giocatori azzurri in doppia cifra in campionato, Antonio Di Natale con 16 reti, Tommaso Rocchi con 11 reti, e con 10 centri ciascuno Mark Bresciano e Massimo Maccarone. Ha dominato nel girone di andata vinto con 40 punti, poi ha tirato i remi in barca, accontentandosi del quarto posto, senza mai mettere in pericolo la promozione. Nella Coppa Italia la squadra di Baldini ha vinto il girone 8 di qualificazione, superando Ancona, Salernitana e Catania, poi nel secondo turno ha lasciato il passaggio al Bologna.

## Rosa
| N. |                      | Ruolo | Calciatore              |
| -- | -------------------- | ----- | ----------------------- |
| 1  | Italia (bandiera)    | P     | Gianluca Berti          |
| 2  | Italia (bandiera)    | D     | Andrea Cupi             |
| 3  | Brasile (bandiera)   | D     | Emílson Sánchez Cribari |
| 4  | Italia (bandiera)    | D     | Gianluca Atzori         |
| 5  | Italia (bandiera)    | C     | Marco Barollo           |
| 7  | Italia (bandiera)    | D     | Manuel Belleri          |
| 8  | Italia (bandiera)    | D     | Pietro Fusco            |
| 9  | Italia (bandiera)    | A     | Antonio Di Natale       |
| 10 | Italia (bandiera)    | A     | Massimo Maccarone       |
| 11 | Italia (bandiera)    | D     | Riccardo Bonetto        |
| 13 | Australia (bandiera) | C     | Vincenzo Grella         |
| 14 | Italia (bandiera)    | D     | Francesco Pratali       |
| 15 | Italia (bandiera)    | A     | Claudio Coralli         |
| 16 | Italia (bandiera)    | C     | Davide Moro             |

| N. |                      | Ruolo | Calciatore                         |
| -- | -------------------- | ----- | ---------------------------------- |
| 17 | Italia (bandiera)    | P     | Giacomo Mazzi                      |
| 18 | Italia (bandiera)    | A     | Massimiliano Cappellini (capitano) |
| 19 | Italia (bandiera)    | D     | Roberto Mirri                      |
| 20 | Italia (bandiera)    | C     | Flavio Giampieretti                |
| 21 | Italia (bandiera)    | C     | Filippo Zacchei                    |
| 22 | Italia (bandiera)    | A     | Tommaso Rocchi                     |
| 23 | Australia (bandiera) | C     | Mark Bresciano                     |
| 24 | Ghana (bandiera)     | A     | Ibrahim Abdul Razak                |
| 25 | Italia (bandiera)    | C     | Antonio Schetter                   |
| 26 | Italia (bandiera)    | A     | Francesco Tavano                   |
| 27 | Italia (bandiera)    | C     | Fabrizio Ficini                    |
| 29 | Italia (bandiera)    | C     | Francesco Lodi                     |
| 30 | Italia (bandiera)    | D     | Federico Vettori                   |
| 55 | Italia (bandiera)    | D     | Daniele Baldini                    |

## Risultati

### Serie B

#### Girone di andata
| Arbitro: | P. Rossi (Ciampino) |

|                                                                           |           |                                             |
| Maccarone 26’ (rig.), 70’ Cappellini 30’ (rig.) Belleri 66’ Di Natale 81’ | Marcatori | 72’, 79’ (rig.) La Grottería 84’ Bombardini |

| Arbitro: | Preschern (Mestre) |

|                         |           |                            |
| Spinesi 1’ Sibilano 59’ | Marcatori | 5’ Di Natale 48’ Bresciano |

| Arbitro: | Bertini (Arezzo) |

|                               |           |  |
| Di Natale 86’ Maccarone 90+2’ | Marcatori |  |

| Arbitro: | Racalbuto (Gallarate) |

|  |           |                |
|  | Marcatori | 8’, 28’ Rocchi |

| Arbitro: | Cassarà (Palermo) |

|                |           |  |
| Cappellini 83’ | Marcatori |  |

| Arbitro: | Morganti (Ascoli Piceno) |

|                             |           |               |
| Ghirardello 19’, 87’ (rig.) | Marcatori | 81’ Di Natale |

| Arbitro: | Saccani (Mantova) |

|               |           |           |
| Di Natale 29’ | Marcatori | 69’ Garba |

| Arbitro: | De Santis (Tivoli) |

|                                    |           |               |
| Bresciano 50’ Maccarone 70’ (rig.) | Marcatori | 51’ Cammarata |

| Arbitro: | Rodomonti (Teramo) |

|             |           |  |
| Dionigi 62’ | Marcatori |  |

| Arbitro: | Gabriele (Frosinone) |

|            |           |  |
| Rocchi 62’ | Marcatori |  |

| Arbitro: | Paparesta (Bari) |

|  |           |               |
|  | Marcatori | 58’ Di Natale |

| Arbitro: | Saccani (Mantova) |

|                                      |           |                |
| Di Natale 32’ Belleri 62’ Atzori 81’ | Marcatori | 71’ Gioacchini |

| Arbitro: | Rodomonti (Teramo) |

|                |           |            |
| Borgobello 28’ | Marcatori | 90’ Rocchi |

| Arbitro: | Rossi (Ciampino) |

|                       |           |            |
| Rocchi 60’ Atzori 90’ | Marcatori | 75’ Scalzo |

| Arbitro: | De Santis (Tivoli) |

|               |           |                               |
| Margiotta 48’ | Marcatori | 88’ Di Natale 90+2’ Bresciano |

| Arbitro: | Tombolini (Ancona) |

|  |           |              |
|  | Marcatori | 56’ Oliveira |

| Arbitro: | Rodomonti (Teramo) |

|                                |           |                                      |
| Francioso 12’, 27’ (rig.), 41’ | Marcatori | 17’, 78’ (rig.) Maccarone 33’ Rocchi |

| Arbitro: | Rodomonti (Teramo) |

|                                                                   |           |  |
| Belleri 32’ Cappellini 42’ Bresciano 59’ Rocchi 81’ Maccarone 86’ | Marcatori |  |

| Arbitro: | Saccani (Mantova) |

|  |           |                                          |
|  | Marcatori | 16’ Maccarone 63’ Di Natale 90+4’ Rocchi |

#### Girone di ritorno
| Arbitro: | Collina (Viareggio) |

|                  |           |  |
| La Grottería 32’ | Marcatori |  |

| Arbitro: | Morganti (Ascoli Piceno) |

|                                                       |           |             |
| Bresciano 36’, 45+1’, 73’ Maccarone 60’ Di Natale 81’ | Marcatori | 66’ Spinesi |

| Arbitro: | Racalbuto (Gallarate) |

|           |           |  |
| Godeas 4’ | Marcatori |  |

| Arbitro: | Gabriele (Frosinone) |

|                           |           |  |
| Belleri 65’ Di Natale 70’ | Marcatori |  |

| Benevento 18 febbraio 2002, ore 20:45 CET 24ª giornata | Napoli              | 0 – 0 referto | Empoli | Stadio Santa Colomba (9.572 spett.)\| Arbitro: \| Collina (Viareggio) \| |
| Arbitro:                                               | Collina (Viareggio) |               |        |                                                                          |

| Empoli 24 febbraio 2002, ore 15:00 CET 25ª giornata | Empoli             | 0 – 0 referto | Cittadella | Stadio Carlo Castellani (3.336 spett.)\| Arbitro: \| Preschern (Mestre) \| |
| Arbitro:                                            | Preschern (Mestre) |               |            |                                                                            |

| Arbitro: | Rosetti (Torino) |

|  |           |               |
|  | Marcatori | 48’ Di Natale |

| Arbitro: | Bolognino (Milano) |

|               |           |                                              |
| Cammarata 50’ | Marcatori | 56’ Maccarone 88’ (aut.) López 90’ Bresciano |

| Arbitro: | Cesari (Genova) |

|                           |           |            |
| Di Natale 61’ Mirri 90+3’ | Marcatori | 79’ Vicari |

| Arbitro: | Cesari (Genova) |

|             |           |               |
| Córdova 54’ | Marcatori | 46’ Di Natale |

| Empoli 7 aprile 2002, ore 15:00 CEST 30ª giornata | Empoli           | 0 – 0 referto | Modena | Stadio Carlo Castellani (7.772 spett.)\| Arbitro: \| Bertini (Arezzo) \| |
| Arbitro:                                          | Bertini (Arezzo) |               |        |                                                                          |

| Arbitro: | Saccani (Mantova) |

|             |           |  |
| Arcadio 90’ | Marcatori |  |

| Arbitro: | Morganti (Ascoli Piceno) |

|                           |           |                        |
| Cribari 64’ Di Natale 76’ | Marcatori | 25’, 43’ (rig.) Bucchi |

| Arbitro: | Gabriele (Frosinone) |

|             |           |               |
| Argilli 60’ | Marcatori | 17’ Di Natale |

| Arbitro: | Cassarà (Palermo) |

|                 |           |  |
| Rocchi 19’, 58’ | Marcatori |  |

| Arbitro: | Trefoloni (Siena) |

|                             |           |  |
| Allegretti 10’ Oliveira 61’ | Marcatori |  |

| Arbitro: | Morganti (Ascoli Piceno) |

|               |           |  |
| Bresciano 51’ | Marcatori |  |

| Arbitro: | Pellegrino (Barcellona Pozzo di Gotto) |

|                                                  |           |                          |
| Atzori 31’ (aut.) M. Vieri 50’ (rig.) Albino 88’ | Marcatori | 10’ Rocchi 47’ Bresciano |

| Arbitro: | Rosetti (Torino) |

|            |           |                           |
| Tavano 12’ | Marcatori | 20’ Lentini 31’ Oshadogan |

### Coppa Italia

#### Fase a gironi
| Arbitro: | Pieri (Genova) |

|               |           |  |
| Di Natale 66’ | Marcatori |  |

| Arbitro: | Morganti (Ascoli Piceno) |

|             |           |            |
| Cordone 61’ | Marcatori | 16’ Tavano |

| Arbitro: | Bertini (Arezzo) |

|                                                       |           |  |
| Cappellini 34’ (rig.) Di Natale 46’ Rocchi 81’ (rig.) | Marcatori |  |

#### Secondo turno
| Arbitro: | Borriello (Mantova) |

|            |           |                                         |
| Tavano 32’ | Marcatori | 25’, 66’ Cruz 61’ Gamberini 90’ Pecchia |

| Arbitro: | Palmieri (Cosenza) |

|           |           |                               |
| Nervo 26’ | Marcatori | 3’ Bonetto 70’, 88’ Maccarone |

## Statistiche

### Statistiche di squadra
| Competizione | Punti | In casa | In casa | In casa | In casa | In casa | In casa | In trasferta | In trasferta | In trasferta | In trasferta | In trasferta | In trasferta | Totale | Totale | Totale | Totale | Totale | Totale | DR  |
| Competizione | Punti | G       | V       | N       | P       | Gf      | Gs      | G            | V            | N            | P            | Gf           | Gs           | G      | V      | N      | P      | Gf     | Gs     | DR  |
| ------------ | ----- | ------- | ------- | ------- | ------- | ------- | ------- | ------------ | ------------ | ------------ | ------------ | ------------ | ------------ | ------ | ------ | ------ | ------ | ------ | ------ | --- |
| Serie B      | 67    | 19      | 13      | 4       | 2       | 37      | 14      | 19           | 6            | 6            | 7            | 23           | 21           | 38     | 19     | 10     | 9      | 60     | 35     | +25 |
| Coppa Italia |       | 3       | 2       | 0       | 1       | 5       | 4       | 2            | 1            | 1            | 0            | 4            | 2            | 5      | 3      | 1      | 1      | 9      | 6      | +3  |
| Totale       | -     | 22      | 15      | 4       | 3       | 42      | 18      | 21           | 7            | 7            | 7            | 27           | 23           | 43     | 22     | 11     | 10     | 69     | 41     | +28 |

### Andamento in campionato
| Giornata  | 1 | 2 | 3 | 4 | 5 | 6 | 7 | 8 | 9 | 10 | 11 | 12 | 13 | 14 | 15 | 16 | 17 | 18 | 19 | 20 | 21 | 22 | 23 | 24 | 25 | 26 | 27 | 28 | 29 | 30 | 31 | 32 | 33 | 34 | 35 | 36 | 37 | 38 |
| --------- | - | - | - | - | - | - | - | - | - | -- | -- | -- | -- | -- | -- | -- | -- | -- | -- | -- | -- | -- | -- | -- | -- | -- | -- | -- | -- | -- | -- | -- | -- | -- | -- | -- | -- | -- |
| Luogo     | C | T | C | T | C | T | C | C | T | C  | T  | C  | T  | C  | T  | C  | T  | C  | T  | T  | C  | T  | C  | T  | C  | T  | T  | C  | T  | C  | T  | C  | T  | C  | T  | C  | T  | C  |
| Risultato | V | N | V | V | V | P | N | V | P | V  | V  | V  | N  | V  | V  | P  | N  | V  | V  | P  | V  | P  | V  | N  | N  | V  | V  | V  | N  | N  | P  | N  | N  | V  | P  | V  | P  | P  |
| Posizione | 2 | 4 | 2 | 1 | 1 | 2 | 3 | 3 | 5 | 3  | 3  | 1  | 3  | 1  | 1  | 2  | 3  | 2  | 1  | 2  | 2  | 3  | 3  | 3  | 4  | 3  | 1  | 1  | 1  | 1  | 1  | 2  | 3  | 3  | 3  | 3  | 3  | 4  |

Legenda:

Luogo: C = Casa; T = Trasferta. Risultato: V = Vittoria; N = Pareggio; P = Sconfitta.